# Léon Kann

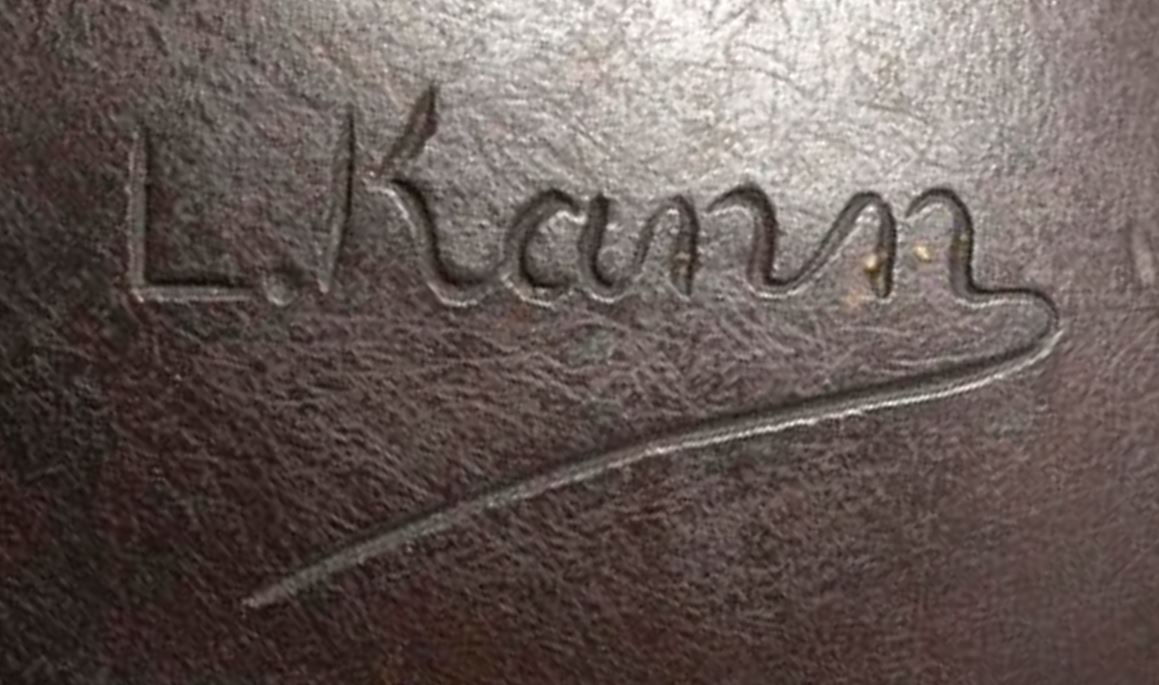
Signatur von Léon Kann

Léon Kann (* 1859 in Dambach-la-Ville; † 1925) war ein französischer Bildhauer.

## Leben
Léon Kann studierte Bildhauerei bei Aimé Millet und Pierre Louis Rouillard. Sein Hauptaugenmerk lag auf Entwürfen kleinerer dekorativer Objekte, die er auf den Salons der Société des Artistes Français zeigte.
Er war von 1896 bis etwa 1915 als Bildhauer aktiv. Von 1896 bis 1998 und erneut von 1900 bis 1908 formgestaltete Kann für die Porzellanmanufaktur Manufacture royale de porcelaine de Sèvres. Der dortige künstlerische Leiter Alexander Sandier folgte dem Zeitgeist des Jugendstils und ließ Kann mit Hector Guimard, Joseph Chéret und Henri Lassere mutige neue Formen, Glasuren und Dekore entwerfen.

## Werke (Auswahl)

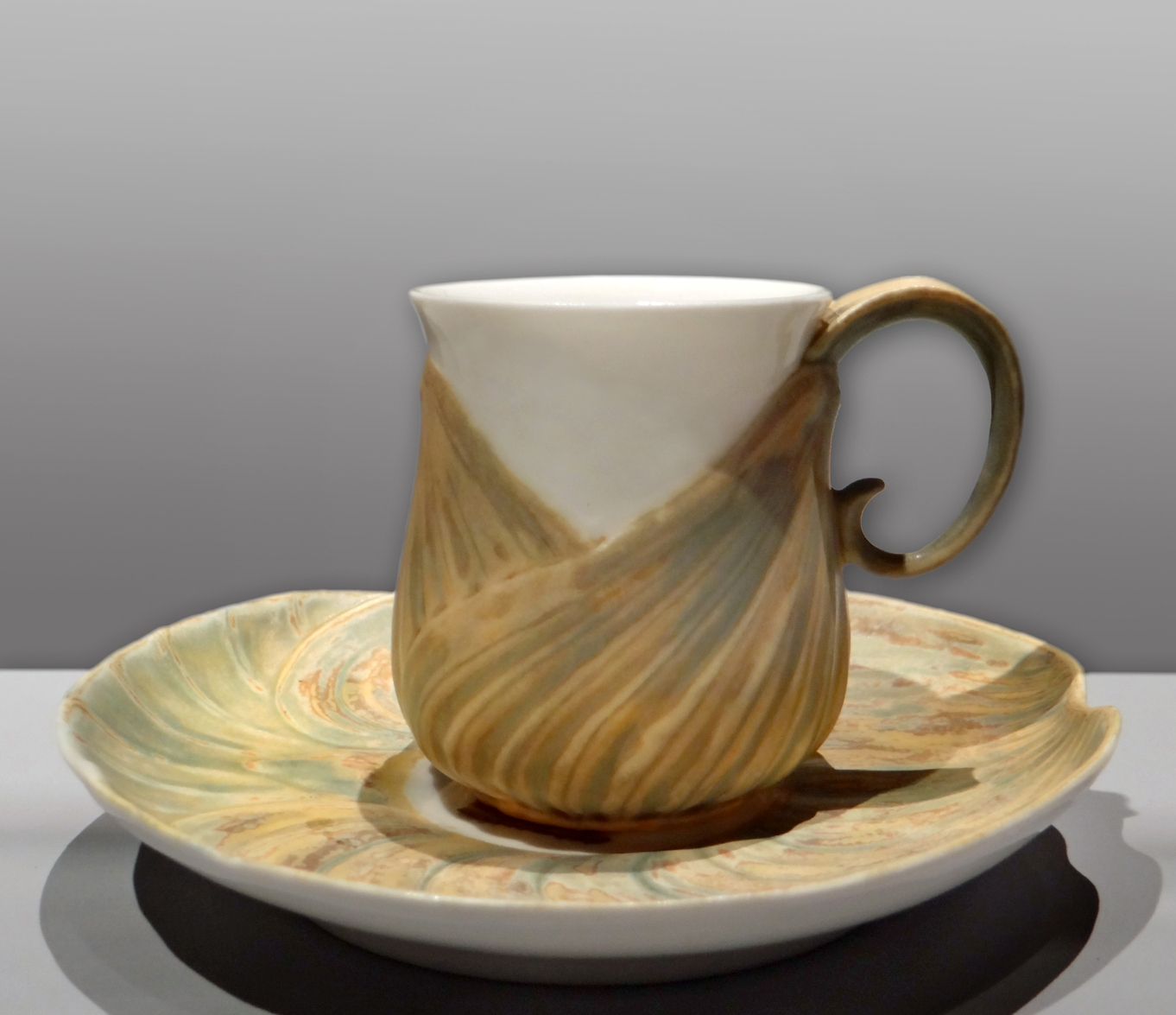
Kaffeetasse und Untertasse mit Fenchelmuster, Léon Kann 1900, Petit Palais
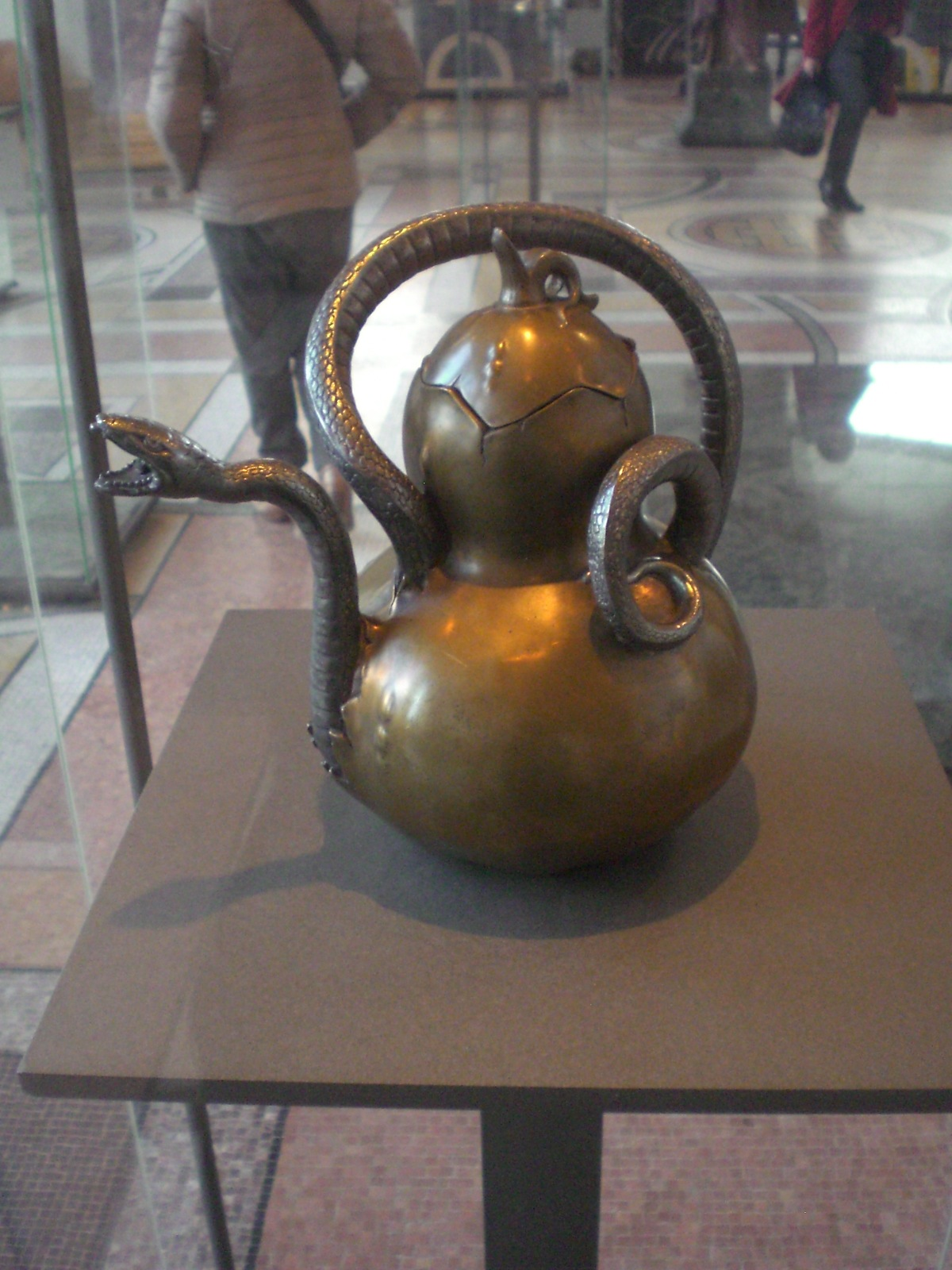
Teekanne mit Schlangengriff, Kann, Petit Palais

- Aufsatzschale mit Deckel, 1900
- Vase mit Löwenzahn, 1900
- Paire de vases ovoïdes
- Vase cratère
- Pichet coloquinte à anse nervurée végétale, 1900
- Ombellifères
- Vase fruitiforme
- Vide-poche, 1910
- Kürbisvase, 1900, Metropolitan Museum of Art[2]